# فرط التمديد (تمرين)

رسم متحرك عن كيفية تأدية تمرين فرط التمرين باستخدام الكرسي الروماني

فرط التمديد أو تمديد الظهر (بالإنجليزية: Hyperextension)‏ هو تمرين يعمل على الظهر الخلفي و منتصف الظهر والظهر العلوي وبالتحديد عضلات الفقار.
يمكن تنفيذه من على الأرض حيث تأخذ وضعية الأستلقاء على الأرض مع تمديد الذراعين من ثم رفع الذراعين و الجذع و الساقين بحد أقصى ممكن، أو باستخدام الكرسي الروماني لمسك القدمين إلى الأسفل و الوركين إلى الأعلى.